# Srbsko na Hopmanově poháru
Srbsko na Hopmanově poháru poprvé startovalo v roce 2006 a do turnaje zasáhlo celkem čtyřikrát. Navázalo tak na účast Jugoslávie v roce 1990, státního útvaru, z něhož vzešlo jako jeden z nástupnických států. Při své premiérové účasti v roce 2006 hráli srbští tenisté pod tehdejším názvem státu Srbsko a Černá Hora.
Nejlepším výsledkem jsou dvě finálové účasti z let 2008 a 2011. V prvním případě srbští reprezentanti nestačili na Spojené státy a v roce 2011 pak museli před finálem odstoupit pro břišní poranění Any Ivanovićové.

## Tenisté
Tabulka uvádí seznam srbských tenistů, kteří reprezentovali stát na Hopmanově poháru.
| Jméno              | Celkem V/P | Dvouhra V/P | Čtyřhra V/P | Poprvé | Počet startů |
| Novak Djoković     | 19–8       | 11–3        | 8–5         | 2006   | 4            |
| Ana Ivanovićová    | 12–5       | 7–3         | 5–2         | 2006   | 3            |
| Jelena Jankovićová | 4–3        | 1–2         | 3–1         | 2008   | 1            |

- V/P – výhry/prohry

## Výsledky
| Rok    | Fáze soutěže     | Místo konání         | Soupeř        | Výsledek | Stav   |
| ------ | ---------------- | -------------------- | ------------- | -------- | ------ |
| 2006   | základní skupina | Burswood Dome, Perth | Spojené státy | 1–2      | prohra |
| 2006   | základní skupina | Burswood Dome, Perth | Švédsko       | 2–1      | výhra  |
| 2006   | základní skupina | Burswood Dome, Perth | Rusko         | 2–1      | výhra  |
| 20081) | základní skupina | Burswood Dome, Perth | Tchaj-wan     | 3–0      | výhra  |
| 20081) | základní skupina | Burswood Dome, Perth | Francie       | 2–1      | výhra  |
| 20081) | základní skupina | Burswood Dome, Perth | Argentina     | 2–1      | výhra  |
| 20081) | finále           | Burswood Dome, Perth | Spojené státy | 1–2      | prohra |
| 20112) | základní skupina | Burswood Dome, Perth | Kazachstán    | 3–0      | výhra  |
| 20112) | základní skupina | Burswood Dome, Perth | Austrálie     | 3–0      | výhra  |
| 20112) | základní skupina | Burswood Dome, Perth | Belgie        | 1–2      | prohra |
| 2013   | základní skupina | Perth Arena, Perth   | Itálie        | 2–1      | výhra  |
| 2013   | základní skupina | Perth Arena, Perth   | Austrálie     | 2–1      | výhra  |
| 2013   | základní skupina | Perth Arena, Perth   | Německo       | 3–0      | výhra  |
| 2013   | finále           | Perth Arena, Perth   | Španělsko     | 1–2      | prohra |

1) Ve finále nemohla kvůli zranění Jankovićová odehrát dvouhru proti Sereně Williamsové. Spojené státy tak získaly náskok 1:0 bez boje.

2) Srbsko vyhrálo základní skupinu a kvalifikovalo se do finále. Pro břišní poranění Any Ivanovićové však přenechalo účast v boji o turnajové vítězství Belgii, která se umístila na druhém místě.